# اشر آنجل
اشر داو آنجل (به انگلیسی: Asher Dow Angel)، متولد ۶ سپتامبر ۲۰۰۲، بازیگر آمریکایی است. اشر فعالیت خود را از سال ۲۰۰۸ با بازی در فیلم جولین آغاز کرده است.
آنجل در سال ۲۰۱۹ به دنیای سینمایی دی‌سی پیوست. او در فیلم شزم به ایفای نقش بیلی بَتسون پرداخت.

## زندگی شخصی
محل تولد او فینیکس آریزونا بوده و در حال حاضر نیز در درۀ بهشت آریزونا زندگی می‌کند. وی فرزند بزرگ خانواده‌ آنجل می‌باشد و به دین یهودیت نیز گرایش دارد.

## حرفه
آنجل در سال ۲۰۰۸ در سن ۴ سالگی برای اولین بار وارد عرصه‌ بازیگری شد. او کار خود را با حضور در تولیدات متعدد تئاتر ادامه داد و در سن ۷ سالگی، با اجازه پدر و مادرش برای تئاتر صحنه‌های کویر موزیکال الیور تست داد و در این تئاتر به عنوان بازیگر پذیرفته شد.
او در سن ۱۲ سالگی برای یونیت تست داد و برنده‌ قسمت جونا بک، در سریال تلویزیون اندی مک در کانال دیزنی شد. خانواده وی برای تهیه فیلم‌برداری این سریال به یوتا نقل مکان کردند.
در آوریل ۲۰۱۹ آنجل در فیلم شزم نقش اصلی بیلی بتسون را بازی کرد. این در حالی بود که زاکاری لووی در نقش ابرقهرمان بزرگسال او بازی می‌کرد. این فیلم که قسمت دیگر دنیای توسعه یافته دی‌سی بود، با استقبال منتقدان روبرو شد.
همچنین آنجل اولین آهنگ خود به نام «یک فکر دور» را با بازی ویز خلیفه در موزیک ویدیو آن در ۶ ژوئن ۲۰۱۹ منتشر کرد.